# Concierto para piano (Chávez)

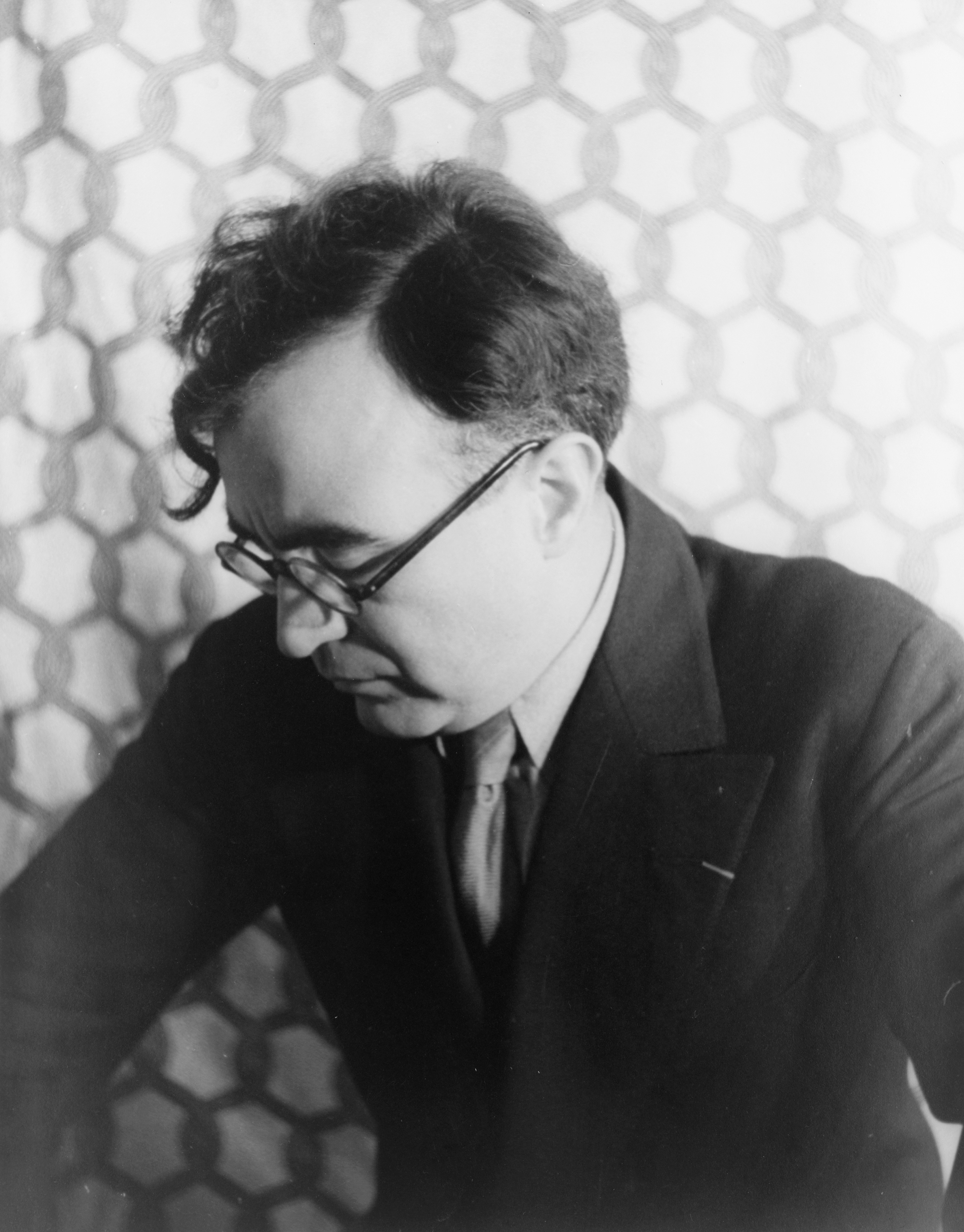
Carlos Chávez en 1937

El Concierto para piano con orquesta es un concierto para piano del compositor mexicano Carlos Chávez, escrito entre 1938 y 1940.

## Historia
A principios de 1938, Chávez recibió una subvención de la John Simon Guggenheim Memorial Foundation, que le dio apoyo para la composición de un Concierto para piano. Comenzó a trabajar en la primavera de 1938, terminando una breve partitura a finales de año. Sin embargo, fue hasta octubre de 1940 que reanudó el trabajo de orquestación, y Chávez dio los últimos toques a la partitura el 31 de diciembre de ese año. El concierto fue estrenado por Eugene List con la Orquesta Filarmónica de Nueva York bajo la dirección de Dimitri Mitropoulos el 1 de enero de 1942. El estreno europeo corrió a cargo de Tom Bromley y la Orquesta Sinfónica de la BBC dirigida por Sir Adrian Boult el 6 de septiembre del mismo año. El estreno mexicano fue realizado hasta el 13 de agosto de 1943, con Claudio Arrau al piano y la Orquesta Sinfónica Nacional de México dirigida por el propio Chávez.
Chávez revisó la partitura en 1969.

## Instrumentación
El concierto está escrito para piano y orquesta, que incluye los siguientes instrumentos:
- Piccolo
- dos flautas
- dos oboes
- corno inglés
- dos clarinetes
- dos fagotes
- contrafagot
- cuatro cornos
- dos trompetas
- trombón bajo
- tuba
- timbal
- tres percusionistas
  - Glockenspiel, tambor lateral, platillo suspendido, bloque de madera
  - Tambor tenor, platillos crash, maracas, claves
  - Xilófono, pandereta, bombo, gong grande
- celesta
- Arpa
- Instrumentos de cuerda

## Análisis
El concierto tiene tres movimientos, tocados sin interrupciones:
1. Largo non troppo – Allegro agitato – Largo non troppo
2. Molto lento – Poco meno lento – Andante tranquilo
3. Final: Allegro non troppo

El primer movimiento representa dos tercios de todo el concierto y tiene forma sonata-allegro modificada con una introducción de treinta compases y una cadencia que une el final de la recapitulación con la coda. El movimiento es modal, predominantemente en mi frigio con excursiones a fa y sol, y en algún momento regresa a mi frigio, pero con una cadencia final en la subdominante, la.
El segundo movimiento lento consta de dos partes principales, que van precedidas de una introducción y concluyen con una coda canónica. Armónicamente, el movimiento está dominado por armonías cuartales, ancladas sobre los pedales de la (puente desde el primer movimiento), re (comenzando y continuando durante la mayor parte de la segunda sección) y sol de si. 1221 hasta el final del movimiento. El material motívico está estrechamente relacionado con el del primer movimiento.
El movimiento final se caracteriza por el impulso rítmico y la intensidad, utilizando pausas interrumpidas y motivos breves para crear una sensación de inestabilidad y tensión. Se divide en tres secciones con una coda. Las dos primeras partes presentan material temático distinto, mientras que la tercera parte combina la sustancia de las dos primeras partes mientras agrega nuevo material propio. Armónicamente, el movimiento es en gran parte polimodal, moviéndose en la sección final a fa♯ mayor.

## Discografía
- Eugenio List, piano; Orquesta de la Ópera Estatal de Viena, Carlos Chávez, dir. 1 disco de sonido: 33⅓ rpm. monoaural, 12 en. Westminster WST 17030. Nueva York: Westminster Records, 1963 (reeditado en LP, Westminster Gold, estéreo, WGS-8324. Nueva York: ABC 1976). Reeditado como parte de Carlos Chávez: The Composer Conducts. Grabación de CD, 2 discos: digital, estéreo, monoaural, 4¾ en. [Alemania]: MCA Millennium Classics, 1996.
- María Teresa Rodríguez, piano; Nueva Orquesta Philharmonia, Eduardo Mata, dir. Grabado 1978. Grabación LP 1 disco de sonido: 33⅓ rpm, estéreo, 12 en. Sello rojo RCA ARL1-3341. Nueva York: RCA, 1979.
- Jorge Federico Osorio, piano; Orquesta Sinfónica Nacional de México, Carlos Miguel Prieto, dir., grabado Sala Nezahualcóyotl, Centro Cultural Universitario UNAM, México, DF 7 al 9 de marzo de 2011. Grabación de discos compactos. 1 disco: 4¾ pulg., estéreo. Chicago: Cedille Records, 2013.
- Carlos Chávez: Dos conciertos. Jorge Federico Osorio, piano; Pablo Roberto Diemecke, violín; Orquesta Sinfónica Nacional de México, Enrique Arturo Diemecke, director. Grabación de CD, 1 disco, 4¾ pulg., estéreo. Espartaco SDX27299. Clásicos Mexicanos. México: Espartaco, 2001.